# Право на выпас
Право на выпас — право пользователя пастбищем пасти скот на определённой территории.

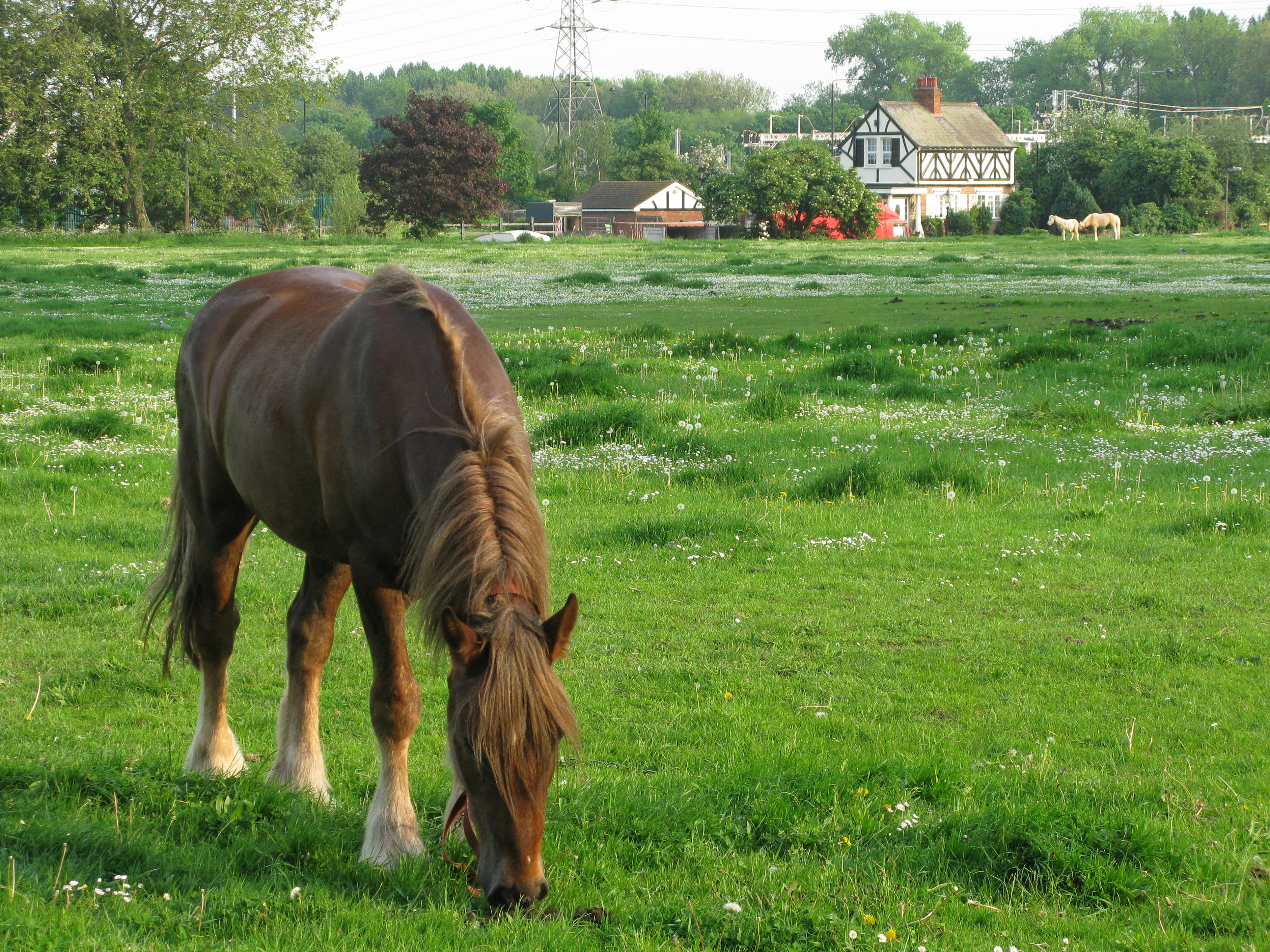
Пример реализации права на выпас: болото Лейтон в Лондоне. Здесь исторические права на выпас (и другие) всё ещё действуют, хотя власти не всегда с ними согласны

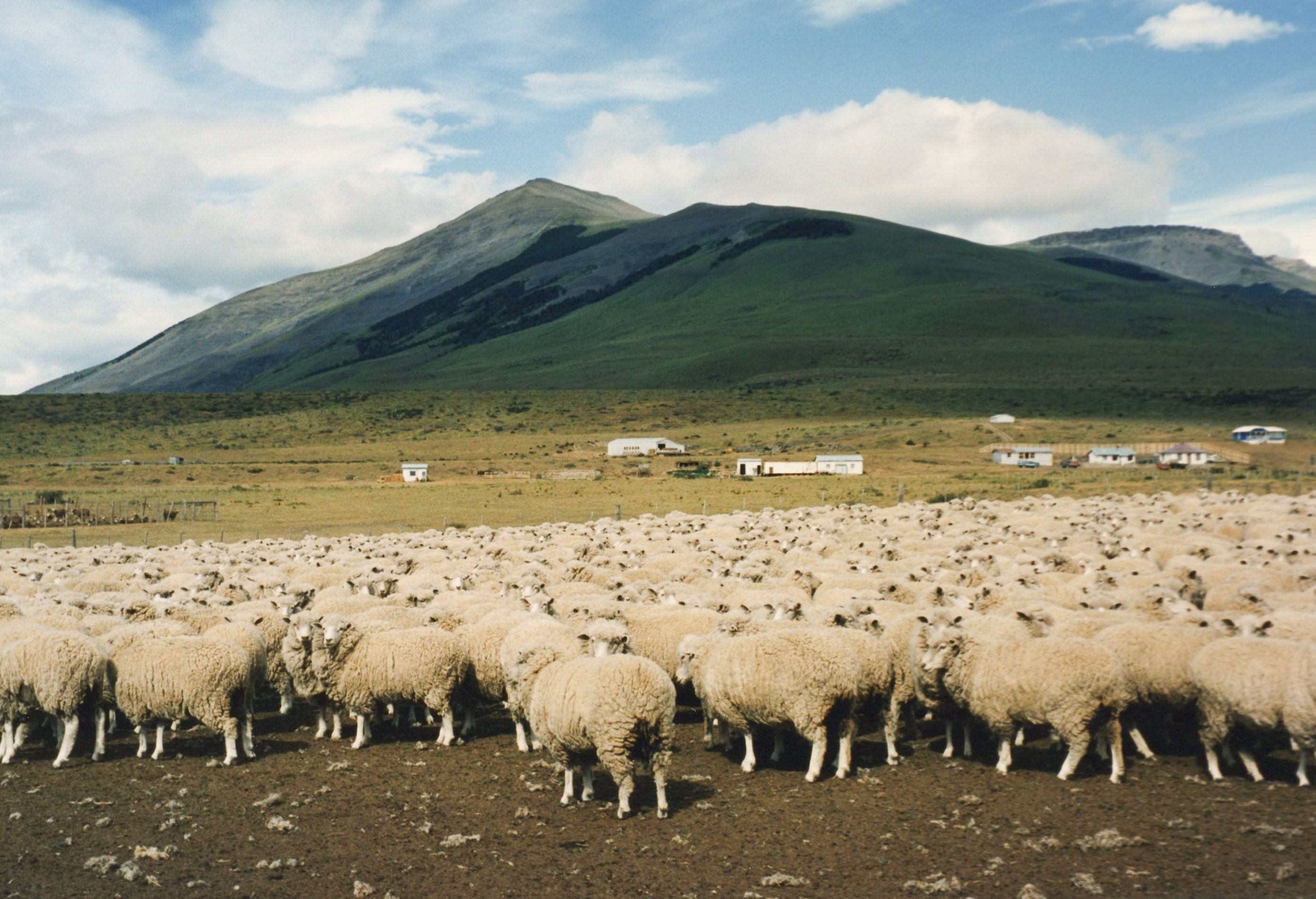
Большая овцеферма в Чили

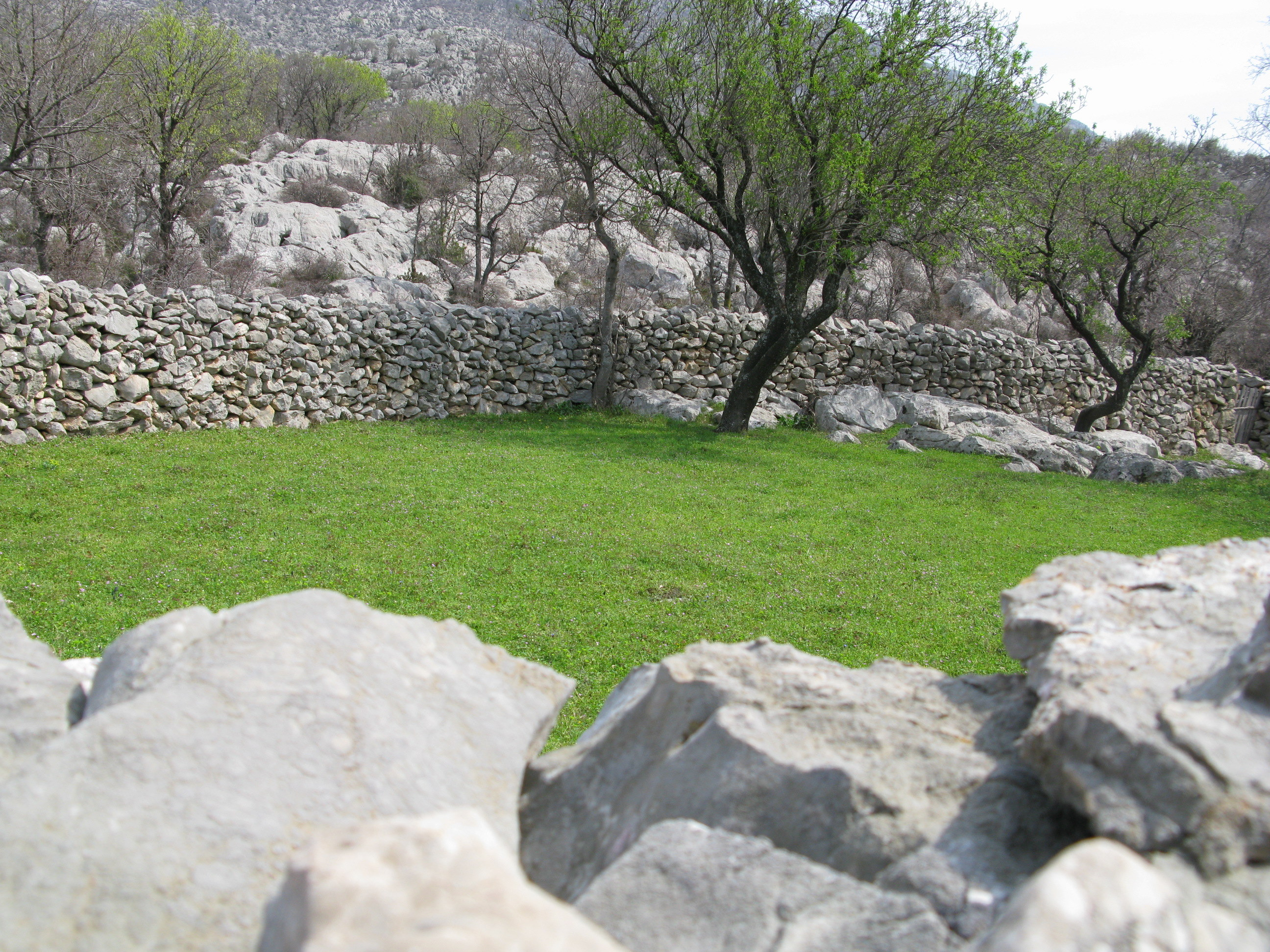
Исторически сухая кладка использовалась для содержания и защиты овец, которые являлись основным источником питания в Далмации

## В США
Право на выпас в США никогда не было отдельно закреплено в законодательстве на федеральном уровне, так как оно вытекает из общего права. Эта система права признает право общин, то есть группы людей, обычно соседних землевладельцев, на использование общего участка земли. Одним из таких традиционных прав является выпас скота.
До XIX века, когда на территории США было много незаселенных земель, традиционная практика выпаса скота на открытых пастбищах практически не оспаривалась. Однако с ростом населения западных штатов в середине-конце XIX века участились конфликты, связанные с правами владельцев ранчо на выпас скота. Чрезмерное использование пастбищ приводило к их деградации, что обостряло эти споры.
В 1934 году Закон Тейлора о выпасе скота определил полномочия и политику федерального правительства в отношении выпаса на федеральных землях на западе США. Закон также создал Отдел выпаса скота и установил процедуры выдачи разрешений на выпас на федеральных землях на определённый срок.
В 1939 году Отдел выпаса скота был переименован в Службу выпаса скота США. В 1946 году Служба выпаса скота США объединилась с Генеральным земельным управлением, образовав Бюро землеустройства. Сегодня Бюро землеустройства и Лесная служба США совместно контролируют выпас на государственных землях в 16 западных штатах.
Важно отметить, что выпас никогда не признавался законным правом на федеральном уровне. Закон Тейлора о выпасе скота разрешает только использование земель, специально отведенных для этих целей. При этом разрешения на выпас не дают владельцам никаких прав на эти земли.
Хотя правила Закона Тейлора о выпасе применяются только к землям Бюро землеустройства, руководитель Лесной службы также имеет право разрешать или запрещать выпас на территории, подведомственной Лесной службе. Многие правила выпаса, установленные Лесной службой, похожи на правила Закона Тейлора о выпасе.

## В Далмации
В Далмации, историческом регионе Хорватии, вопросы прав на выпас скота имеют основополагающее значение для судебной практики. Самый ранний судебный прецедент в Далмации по делу о правах на выпас скота датируется XIV веком. Речь идёт о сервитуте, или праве ограниченного пользования чужой собственностью. Для использования чужого имущества в рамках сервитута необходим договор (письменный или устный). Суд может признать отдельные положения договора недействительными. В отсутствие договора применяется общее право.
В средние века решения о том, кто имел право рассматривать дела о правах на выпас скота, отличались в разных регионах. Это было связано с местными традициями и особенностями природных ресурсов, таких как наличие воды, лугов, пастбищ и других.
В некоторых случаях крестьяне самостоятельно устанавливали правила, как это делалось при Поличской республике в 1440 году. Кроме того, герцоги могли совместно с крестьянами разрабатывать своды законов, примером чего служит винодольский статут 1288 года.